# Mettaevolution
Mettavolution è il quinto album in studio del duo musicale messicano Rodrigo y Gabriela, pubblicato nel 2019.
Nell'ambito dei Grammy Awards 2020 il disco ha ricevuto la candidatura nella categoria "miglior album di musica strumentale contemporanea".

## Tracce
Testi e musiche di Gabriela Quintero & Rodrigo Sánchez, eccetto dove indicato.
1. Mettavolution – 4:04
2. Terracentric – 3:33
3. Cumbé – 3:19
4. Electric Soul – 3:58
5. Krotona Days – 4:19
6. Witness Tree – 3:01
7. Echoes – 18:57 (David Gilmour, Nick Mason, Roger Waters, Richard Wright)